# Vitrolles (Bouches-du-Rhône)
Pour les articles homonymes, voir Vitrolles.
Vitrolles est une commune française située dans le département des Bouches-du-Rhône, en région Provence-Alpes-Côte d'Azur. Ses habitants sont appelés les Vitrollais.
Située entre le plateau de l'Arbois et l'étang de Berre, Vitrolles est au centre de l'agglomération d'Aix-Marseille. Elle fait partie de la métropole d'Aix-Marseille-Provence.

## Géographie

### Situation
Située sur la rive est de l'étang de Berre, non loin de l'aéroport Marseille-Provence et de la gare d'Aix-en-Provence TGV, Vitrolles est au centre du triangle Salon-de-Provence - Aix-en-Provence - Marseille. Entre l'aéroport et l'autoroute, d'anciens marais salants, les salins du lion, malgré leur petite surface, présentent une grande diversité d'oiseaux observables toute l'année. La ville est longée à l'est et au sud par la Cadière, fleuve côtier qui se jette dans l'étang de Berre.

### Communes limitrophes
| Étang de Berre | Rognac         | Aix-en-Provence     |
| Étang de Berre | Vitrolles      | Cabriès             |
| Marignane      | Saint-Victoret | Les Pennes-Mirabeau |

Les communes limitrophes sont Aix-en-Provence, Cabriès, Marignane, Les Pennes-Mirabeau, Rognac, Saint-Victoret et Berre-l'Étang.

### Climat
Pour des articles plus généraux, voir Climat de Provence-Alpes-Côte d'Azur et Climat des Bouches-du-Rhône.
En 2010, le climat de la commune est de type climat méditerranéen franc, selon une étude du Centre national de la recherche scientifique s'appuyant sur une série de données couvrant la période 1971-2000. En 2020, Météo-France publie une typologie des climats de la France métropolitaine dans laquelle la commune est exposée à un climat méditerranéen et est dans la région climatique Provence, Languedoc-Roussillon, caractérisée par une pluviométrie faible en été, un très bon ensoleillement (2 600 h/an), un été chaud (21,5 °C), un air très sec en été, sec en toutes saisons, des vents forts (fréquence de 40 à 50 % de vents > 5 m/s) et peu de brouillards.
Pour la période 1971-2000, la température annuelle moyenne est de 14,5 °C, avec une amplitude thermique annuelle de 16,2 °C. Le cumul annuel moyen de précipitations est de 607 mm, avec 6 jours de précipitations en janvier et 1,7 jours en juillet. Pour la période 1991-2020, la température moyenne annuelle observée sur la station météorologique de Météo-France la plus proche, « Marignane », à Marignane à 5 km à vol d'oiseau, est de 15,9 °C et le cumul annuel moyen de précipitations est de 532,3 mm. 
La température maximale relevée sur cette station est de 39,7 °C, atteinte le 26 juillet 1983 ; la température minimale est de −16,8 °C, atteinte le 12 février 1956,,.
| Mois                                  | jan.             | fév.             | mars            | avril           | mai           | juin           | jui.            | août            | sep.            | oct.            | nov.            | déc.             | année      |
| ------------------------------------- | ---------------- | ---------------- | --------------- | --------------- | ------------- | -------------- | --------------- | --------------- | --------------- | --------------- | --------------- | ---------------- | ---------- |
| Température minimale moyenne (°C)     | 3,6              | 3,7              | 6,5             | 9,4             | 13,3          | 17,2           | 19,7            | 19,4            | 15,9            | 12,6            | 7,7             | 4,4              | 11,1       |
| Température moyenne (°C)              | 7,7              | 8,3              | 11,4            | 14,3            | 18,4          | 22,5           | 25,2            | 24,9            | 20,9            | 17              | 11,7            | 8,4              | 15,9       |
| Température maximale moyenne (°C)     | 11,8             | 12,8             | 16,4            | 19,3            | 23,5          | 27,9           | 30,7            | 30,5            | 25,9            | 21,3            | 15,7            | 12,4             | 20,7       |
| Record de froid (°C) date du record   | −12,4 07.01.1985 | −16,8 12.02.1956 | −10 07.03.1949  | −2,4 05.04.1935 | 0 01.05.1960  | 5,4 09.06.1932 | 7,8 04.07.1948  | 8,1 29.08.1924  | 1 25.09.1931    | −2,2 31.10.1941 | −5,8 11.11.1921 | −12,8 26.12.1940 | −16,8 1956 |
| Record de chaleur (°C) date du record | 19,9 19.01.07    | 22,5 17.02.22    | 25,4 28.03.1989 | 29,6 24.04.1947 | 34,9 24.05.09 | 39,6 28.06.19  | 39,7 26.07.1983 | 39,2 13.08.1922 | 34,3 05.09.1949 | 30,4 02.10.1997 | 25,2 05.11.1924 | 20,7 30.12.21    | 39,7 1983  |
| Ensoleillement (h)                    | 1 479            | 1 731            | 2 347           | 2 508           | 2 986         | 3 378          | 3 722           | 3 338           | 2 637           | 1 961           | 1 508           | 1 381            | 28 976     |
| Précipitations (mm)                   | 47,1             | 29,8             | 29,5            | 51,6            | 37,7          | 27,9           | 10,8            | 25,8            | 82              | 73,3            | 75,9            | 40,9             | 532,3      |

| Diagramme climatique                                  |             |             |             |              |              |              |              |            |              |             |             |
| J                                                     | F           | M           | A           | M            | J            | J            | A            | S          | O            | N           | D           |
| 11,83,647,1                                           | 12,83,729,8 | 16,46,529,5 | 19,39,451,6 | 23,513,337,7 | 27,917,227,9 | 30,719,710,8 | 30,519,425,8 | 25,915,982 | 21,312,673,3 | 15,77,775,9 | 12,44,440,9 |
| Moyennes : • Temp. maxi et mini °C • Précipitation mm |             |             |             |              |              |              |              |            |              |             |             |

Les paramètres climatiques de la commune ont été estimés pour le milieu du siècle (2041-2070) selon différents scénarios d'émission de gaz à effet de serre à partir des nouvelles projections climatiques de référence DRIAS-2020. Ils sont consultables sur un site dédié publié par Météo-France en novembre 2022.

### Voies de communication et transports
Voies routières
Vitrolles est traversée par l'autoroute du Soleil (A7) et la RN 113 lui permettant de rallier Marseille par le sud, et Lyon par le nord. La RD 9 passant au sud de la ville, permet de rejoindre Aix-en-Provence d'un côté et l'aéroport Marseille-Provence de l'autre.
Transports en commun
Vitrolles possède un réseau de transports en commun public par autobus. Salon Etang Côte Bleue (réseau La Métropole Mobilité) dessert l'entièreté de la commune de Vitrolles par trois lignes lebus+ dont une ligne de bus à haut niveau de service « Zenibus » (reliant Marignane à Plan-de-Campagne) et 5 lignes régulières lebus complétées par un service à la demande. 
En complément, les services lecar et lecar+ assurent des dessertes cadencées vers Aix-en-Provence, Salon et Marseille St Charles. 
La ville est également desservie par les gares de Vitrolles Aéroport Marseille Provence (dédiés aux services suburbains et régionaux) à l'ouest du centre-ville et en contrebas du plateau, et la gare d'Aix-en-Provence TGV à l'est, sur le plateau de l'Arbois, pour les dessertes Grandes Lignes. 
Dans le cadre du projet Cap Horizon, une nouveau pôle d'échanges sera réalisé à 400m du centre urbain qui assurera par ascenseur la desserte de la gare VAMP et de l'aéroport. 

## Urbanisme

### Typologie
Au 1er janvier 2024, Vitrolles est catégorisée centre urbain intermédiaire, selon la nouvelle grille communale de densité à 7 niveaux définie par l'Insee en 2022.
Elle appartient à l'unité urbaine de Marseille-Aix-en-Provence, une agglomération inter-départementale dont elle est une commune de la banlieue,. Par ailleurs la commune fait partie de l'aire d'attraction de Marseille - Aix-en-Provence, dont elle est une commune de la couronne,. Cette aire, qui regroupe 115 communes, est catégorisée dans les aires de 700 000 habitants ou plus (hors Paris),.
La commune, bordée par la mer Méditerranée, est également une commune littorale au sens de la loi du 3 janvier 1986, dite loi littoral. Des dispositions spécifiques d’urbanisme s’y appliquent dès lors afin de préserver les espaces naturels, les sites, les paysages et l’équilibre écologique du littoral, tel le principe d'inconstructibilité, en dehors des espaces urbanisés, sur la bande littorale des 100 mètres, ou plus si le plan local d’urbanisme le prévoit.

### Occupation des sols
L'occupation des sols de la commune, telle qu'elle ressort de la base de données européenne d’occupation biophysique des sols Corine Land Cover (CLC), est marquée par l'importance des territoires artificialisés (46,1 % en 2018), en augmentation par rapport à 1990 (44 %). La répartition détaillée en 2018 est la suivante : 
espaces ouverts, sans ou avec peu de végétation (36,7 %), zones industrielles ou commerciales et réseaux de communication (26,7 %), zones urbanisées (16,3 %), zones agricoles hétérogènes (6,9 %), milieux à végétation arbustive et/ou herbacée (4,4 %), terres arables (3,3 %), espaces verts artificialisés, non agricoles (3,1 %), prairies (1,4 %), zones humides côtières (1,1 %). L'évolution de l’occupation des sols de la commune et de ses infrastructures peut être observée sur les différentes représentations cartographiques du territoire : la carte de Cassini (XVIIIe siècle), la carte d'état-major (1820-1866) et les cartes ou photos aériennes de l'IGN pour la période actuelle (1950 à aujourd'hui).

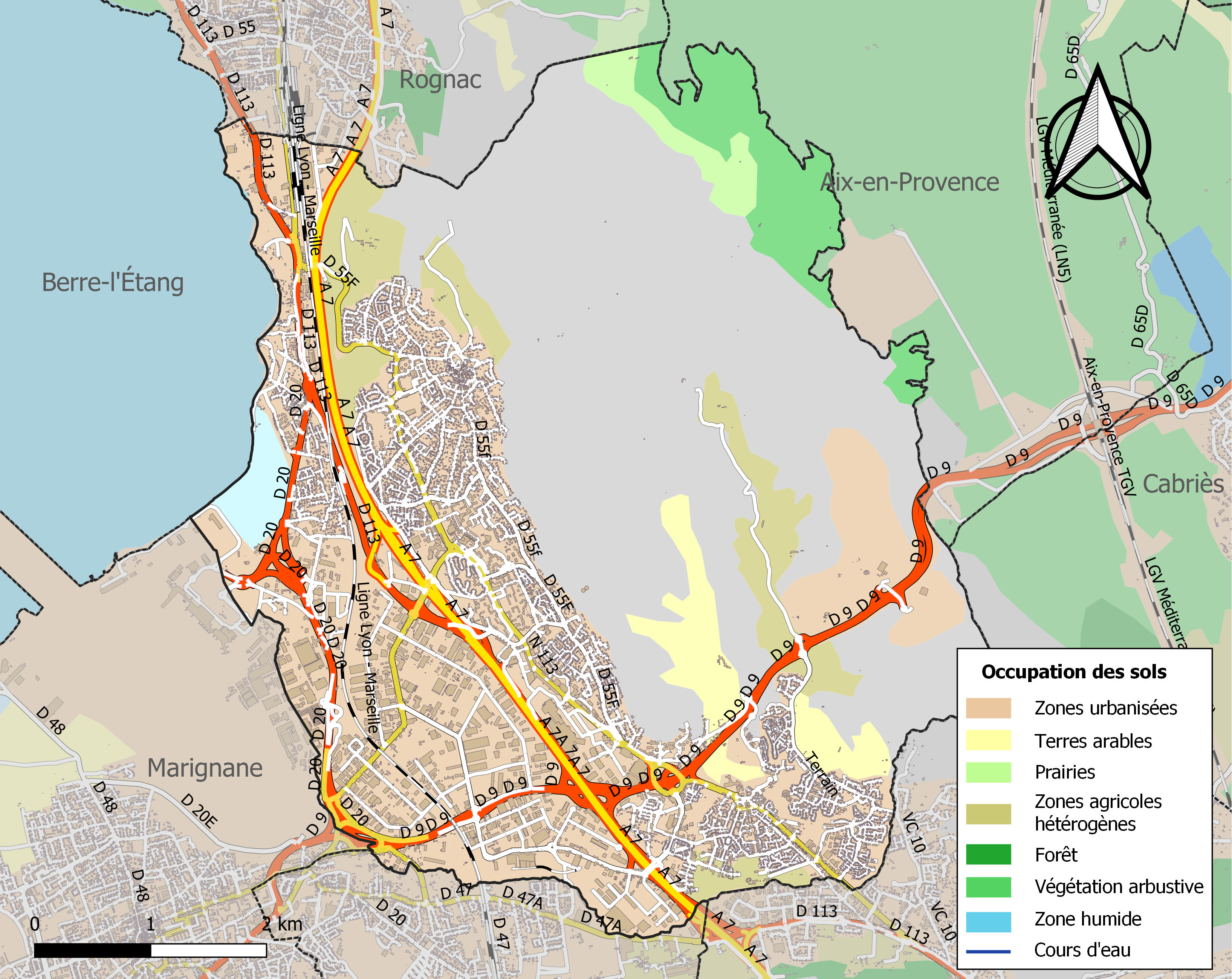
Carte des infrastructures et de l'occupation des sols de la commune en 2018 (CLC).

### Morphologie urbaine
| Type d’occupation           | Pourcentage  | Superficie (en hectares) |
| --------------------------- | ------------ | ------------------------ |
| Espace urbain construit     | environ 30 % | environ 1 097,4 ha       |
| Espace urbain non construit | environ 65 % | environ 2 377,7 ha       |
| Espace rural                | environ 5 %  | environ 182,9 ha         |
| Source : absente'           |              |                          |

## Toponymie
La première mention écrite du lieu, dit castrum quod vocatur Vitrolla apparaît dans un cartulaire de l'abbaye Saint-Victor de Marseille en 994. La racine étymologique vient du latin « vitrolea » (verrerie). En 1802 le village prend le nom de Vitrolles.

## Histoire
Une première agglomération protohistorique, vraisemblablement fortifiée, a été retrouvée sur le site du Griffon. Au sein de celle-ci, un bâtiment monumental, rappelant ceux, proches, de Glanum, d'Ensérune ou d'Entremont, a pu être mis au jour. L'ensemble est daté des IIIe-IInd siècles av. J.-C..
Le village de Vitrolles prend sa naissance vers le Ve siècle de notre ère quand, à la chute de l'empire romain, la population de la région cherche à se protéger des invasions barbares, Goths, Francs et Sarrasins, en se réfugiant autour du rocher de granit rose (le rocher = lou roucas en provençal) dominant la plaine du massif de l'Arbois. Le village se constitue alors autour de celui-ci et s'entoure de remparts comportant deux portes : Notre-Dame au sud et le Portalet à l'ouest.
Pendant la majeure partie du Moyen Âge le village passe de main en main aux différentes familles comtales provençale et sera même confisqué par la reine Jeanne qui la revend pour 3000 florins. C'est pendant le Moyen Âge que seront construites sur le rocher la chapelle Notre Dame de Vie et la tour Sarrasine (inscrite à l'inventaire des monuments historiques) qui figure sur le blason de la ville. Le village reviendra dans le domaine comtal en 1461 jusqu'à l'annexion de la Provence par le roi Louis XI de France. Jusqu'à la Révolution française, le village est nommé Vitrolles-lez-Martigues.
Au cours du XIXe siècle, Vitrolles se modernise avec notamment la dénomination de ses voies et rues, durant cette période le village compte une population de 1000 habitants en moyenne. Durant la première moitié du XXe siècle le nom de Vitrolles changera pour devenir Vitrolles le Roucas ou Vitrolles lou roucas pour finalement prendre sa forme définitive en 1962.
La population a alors tendance à décroître régulièrement jusqu'à la fin des années 1950, quand l'expansion du port autonome de Marseille provoque l'arrivée de grands groupes industriels (principalement des groupes pétroliers mais aussi liés à la sidérurgie) autour de l'étang de Berre.
Avec le développement du port jusqu'à Fos-sur-Mer, la partie ouest du département des Bouches-du-Rhône est promise à un développement exceptionnel. L'État projette la création d'au moins une ville nouvelle autour de l'étang de Berre. Ce projet rencontrant le refus des élus locaux et surtout de ceux de la ville de Marseille, il fut décidé qu'une agglomération nouvelle sera faite à partir des centres anciens. L'État dota les communes d'une structure similaire à celle des villes nouvelles de l'époque qui se créaient autour de Paris et près de Lyon : un Établissement d'aménagement des rives de l'Étang-de-Berre (EPAREB) est créé en mars 1973 pour intervenir sur quatre communes : Fos-sur-Mer, Istres, Miramas et Vitrolles. Cette dernière commune est associée simplement à la ville nouvelle et n'adhère pas au Syndicat communautaire d'aménagement créé à cette occasion ni au Syndicat d'agglomération nouvelle Ouest Provence qui le remplace en 1983. Des HLM sont construites et Vitrolles voit sa population augmenter considérablement, la création d'une zone industrielle et le retour des Français d'Algérie dont la ville absorbe une bonne partie, engendre un développement très rapide. En octobre 2001, il est décidé de mettre fin à l'aménagement de la ville nouvelle. L'EPAREB est dissous le 31 décembre 2001. Vitrolles passe en quelques années du statut de pittoresque village provençal à celui de ville dortoir.

## Politique et administration

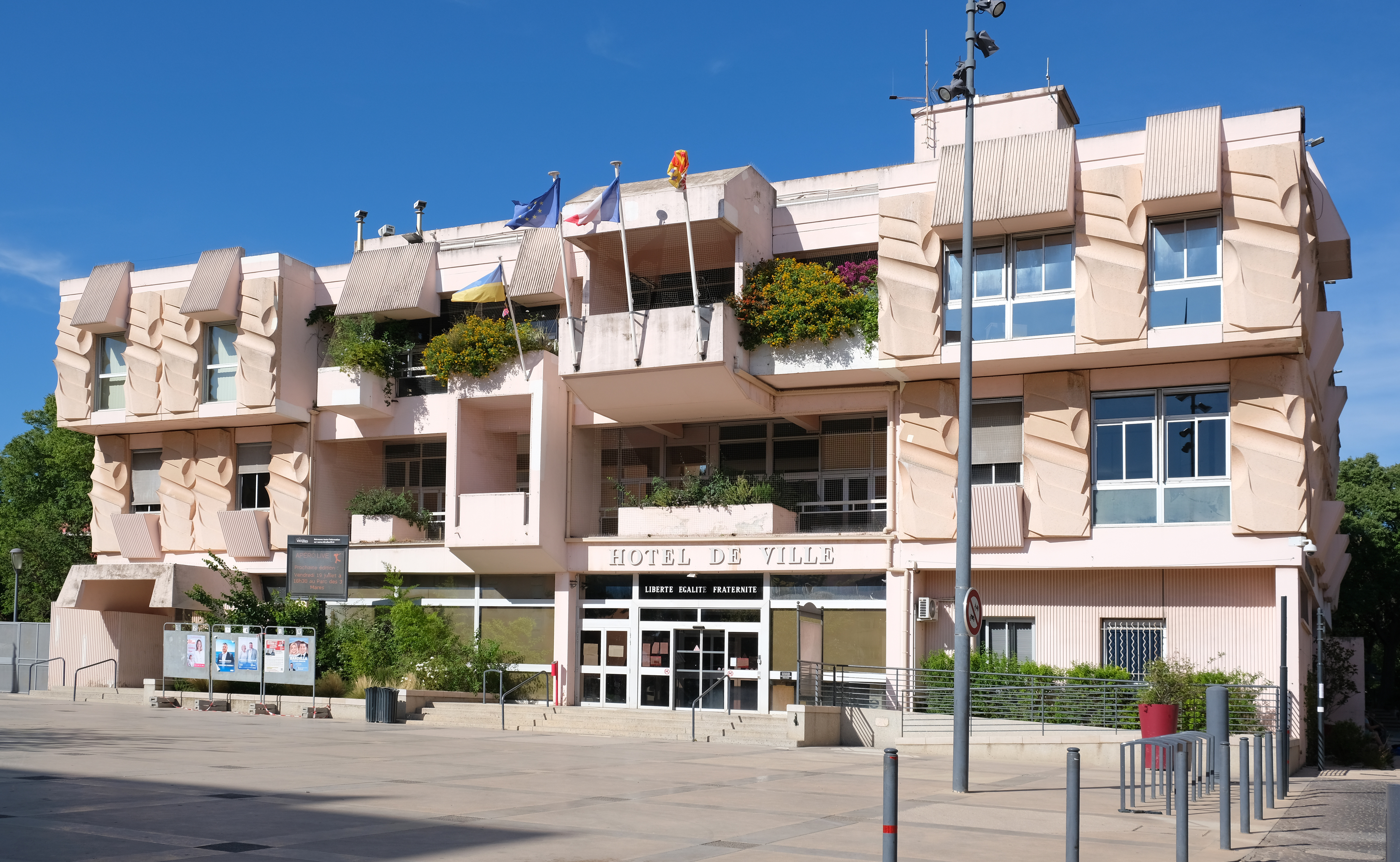
Hôtel de ville à Vitrolles.

### Tendances politiques et résultats

#### Récapitulatif de résultats électoraux récents
| Municipales 2014    |  | PS | 33,50 |  | FN   | 24,44 |  | UMP  | 17,57 |  | FG   | 8,52  |             | PS          | 47,02       |             | FN          | 33,05       |             | UMP         | 19,91       |
| Européennes 2014    |  | FN | 40,38 |  | UMP  | 16,16 |  | PS   | 12,81 |  | FG   | 7,94  | Tour unique | Tour unique | Tour unique | Tour unique | Tour unique | Tour unique | Tour unique | Tour unique | Tour unique |
| Régionales 2015     |  | FN | 46,66 |  | PS   | 21,48 |  | LR   | 15,26 |  | EELV | 6,92  |             | LR          | 51,49       |             | FN          | 48,51       | Pas de 3e   | Pas de 3e   | Pas de 3e   |
| Présidentielle 2017 |  | FN | 33,79 |  | LFI  | 24,42 |  | EM   | 17,27 |  | LR   | 12,39 |             | EM          | 51,15       |             | FN          | 48,85       | Pas de 3e   | Pas de 3e   | Pas de 3e   |
| Législatives 2017   |  | EM | 27,28 |  | FN   | 22,99 |  | LFI  | 14,63 |  | LR   | 12,21 |             | EM          | 50,74       |             | LR          | 49,26       | Pas de 3e   | Pas de 3e   | Pas de 3e   |
| Européennes 2019    |  | RN | 36,30 |  | LREM | 15,30 |  | EELV | 11,24 |  | FI   | 8,43  | Tour unique | Tour unique | Tour unique | Tour unique | Tour unique | Tour unique | Tour unique | Tour unique | Tour unique |

### L'extrême-droite à Vitrolles
En 1995, Bruno Mégret, secrétaire général du Front national, se présente aux élections municipales face à la liste du maire sortant socialiste, l'avocat Jean-Jacques Anglade, dont la gestion est très critiquée pour son autoritarisme et son opacité. Il échoue au second tour mais aura réussi à obtenir 43 % des voix au premier tour de scrutin, ce qui est alors le meilleur score jamais réalisé par un candidat du Front national dans une ville de plus de 30 000 habitants. L'élection est annulée par le Conseil d'État en 1997 pour fraude électorale de la liste Anglade. Pour dépassement des frais de campagne, Bruno Mégret est frappé d'inéligibilité et ne peut se représenter, il est remplacé par sa femme, Catherine Mégret, qui sera élue avec près de 53 % des voix au second tour.
Durant l'administration de Catherine Mégret, la ville est l'objet de changements notables en particulier sur le plan culturel. Le cinéma d'Art et Essai « les Lumières » est fermé et sa directrice, Régine Juin, congédiée pour avoir diffusé le film de Philippe Faucon « l'@mour est à réinventer » (dix courts métrages portant sur la vie sentimentale et sexuelle d'homosexuels sur fond d'épidémie de VIH), suivi d'un débat. La plupart des associations culturelles ou sportives de la ville auront leurs subventions amoindries, voire supprimées comme le « Sous-marin », une association de jeunesse accusée par le FN de lui être opposée, refusant de se plier aux injonctions de fermeture de la mairie, verra son entrée murée par les services de la mairie. Pour autant, quelques autres associations sportives ont vu leur subvention augmenter notablement.[réf. nécessaire]
Le drapeau provençal à rayures jaunes et rouges flottant de coutume sur la mairie aux côtés des drapeaux français et européens sera remplacé par l'ancien drapeau royal des comtes de Provence et la ville renommée « Vitrolles-en-Provence » (appellation qui sera refusée par la préfecture).
Des rues sont rebaptisées comme l'ancienne « avenue Jean-Marie Tjibaou » qui devient « avenue Jean-Pierre Stirbois » - depuis 2002 elle porte le nom d'« avenue des Droits de l'Homme », l'ancienne avenue Salvador Allende, rebaptisée Mère Teresa ou l'ancienne place Nelson Mandela, devenue place de Provence.
Lors des élections de mars 2001, Catherine Mégret, alors candidate du Mouvement national républicain, est réélue maire de Vitrolles avec 45,3 % des voix contre 44,1 % pour la liste de gauche et 10,6 % pour la liste de droite. Cette élection est de nouveau annulée par le Conseil d'État en 2002 en raison d'un tract diffamant le candidat de droite. Le 6 octobre 2002, le docteur Guy Obino, candidat socialiste, est élu face à Catherine Mégret avec 54,05 % des voix.

### Administration municipale
Voici ci-dessous le partage des sièges au sein du Conseil municipal de Vitrolles :
 (septembre 2021).

### Liste des maires
Liste de l'ensemble des maires qui se sont succédé à la mairie de Vitrolles :

### Développement de la politique culturelle

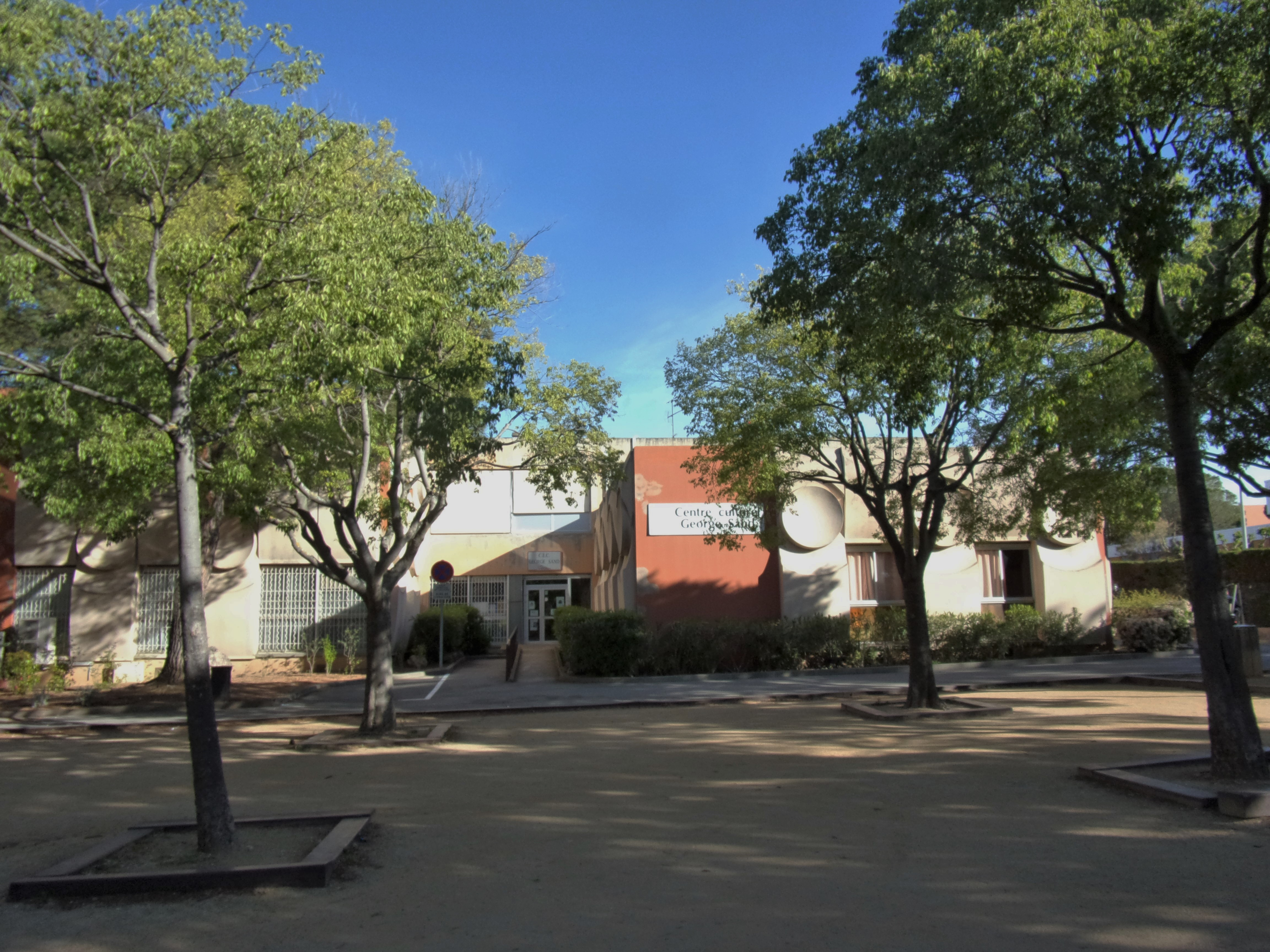
Centre culturel à Vitrolles.

Rénovation du domaine de Fontblanche.
L'ancien domaine agricole de Fontblanche constitue le fleuron culturel de Vitrolles, dont la vocation est de constituer un haut lieu de la culture méditerranéenne.
Théâtre, musique et associations culturelles occupent déjà les lieux.
La maison de maître accueille les bureaux de la Direction des Affaires Culturelles.
Réalisation du Stadium par l'architecte Rudy Ricciotti en 1990.
Réalisation d'une Peinture contemporaine monumentale de 14 mètres par 10 mètres par l'artiste Guillaume Bottazzi en 2008.
Le 6 octobre 2004, après six années de fermeture, le cinéma Les Lumières rouvre ses portes, sous le statut juridique de régie communale autonome personnalisée. L'établissement bénéficie ]du classement Art et Essai et des trois labels d'excellence : Patrimoine et répertoire, Recherche et Découverte, Jeune public[réf. nécessaire].
En partenariat avec la Ville de Vitrolles, le cinéma Les Lumières organise également le festival « Polar en Lumières », événement pluridisciplinaire consacré au Polar méditerranéen, dont la première édition, du 2 au 7 février 2010, est parrainée par l'écrivain marseillais Serge Scotto.

### Jumelages
| Vitrolles Mörfelden-Walldorf |

- Mörfelden-Walldorf (Allemagne) depuis 1984[40].

## Population et société

### Démographie
L'évolution du nombre d'habitants est connue à travers les recensements de la population effectués dans la commune depuis 1793. Pour les communes de plus de 10 000 habitants les recensements ont lieu chaque année à la suite d'une enquête par sondage auprès d'un échantillon d'adresses représentant 8 % de leurs logements, contrairement aux autres communes qui ont un recensement réel tous les cinq ans,.

En 2022, la commune comptait 36 612 habitants, en évolution de +8,06 % par rapport à 2016 (Bouches-du-Rhône : +2,48 %, France hors Mayotte : +2,11 %).
| 1793  | 1800 | 1806  | 1821  | 1831  | 1836  | 1841  | 1846  | 1851  |
| ----- | ---- | ----- | ----- | ----- | ----- | ----- | ----- | ----- |
| 1 045 | 972  | 1 058 | 1 209 | 1 244 | 1 124 | 1 128 | 1 213 | 1 200 |

| 1856  | 1861  | 1866  | 1872  | 1876  | 1881  | 1886  | 1891 | 1896 |
| ----- | ----- | ----- | ----- | ----- | ----- | ----- | ---- | ---- |
| 1 176 | 1 148 | 1 339 | 1 256 | 1 082 | 1 010 | 1 007 | 910  | 910  |

| 1901 | 1906 | 1911 | 1921 | 1926 | 1931 | 1936 | 1946  | 1954  |
| ---- | ---- | ---- | ---- | ---- | ---- | ---- | ----- | ----- |
| 892  | 875  | 819  | 794  | 812  | 841  | 819  | 1 293 | 2 523 |

| 1962  | 1968  | 1975   | 1982   | 1990   | 1999   | 2006   | 2011   | 2016   |
| ----- | ----- | ------ | ------ | ------ | ------ | ------ | ------ | ------ |
| 3 366 | 5 050 | 13 413 | 22 725 | 35 397 | 36 784 | 37 190 | 34 827 | 33 880 |

| 2021   | 2022   | - | - | - | - | - | - | - |
| ------ | ------ | - | - | - | - | - | - | - |
| 35 532 | 36 612 | - | - | - | - | - | - | - |

### Enseignement
Établissements d'enseignements :
- Écoles maternelles,
- Écoles élémentaires[45],

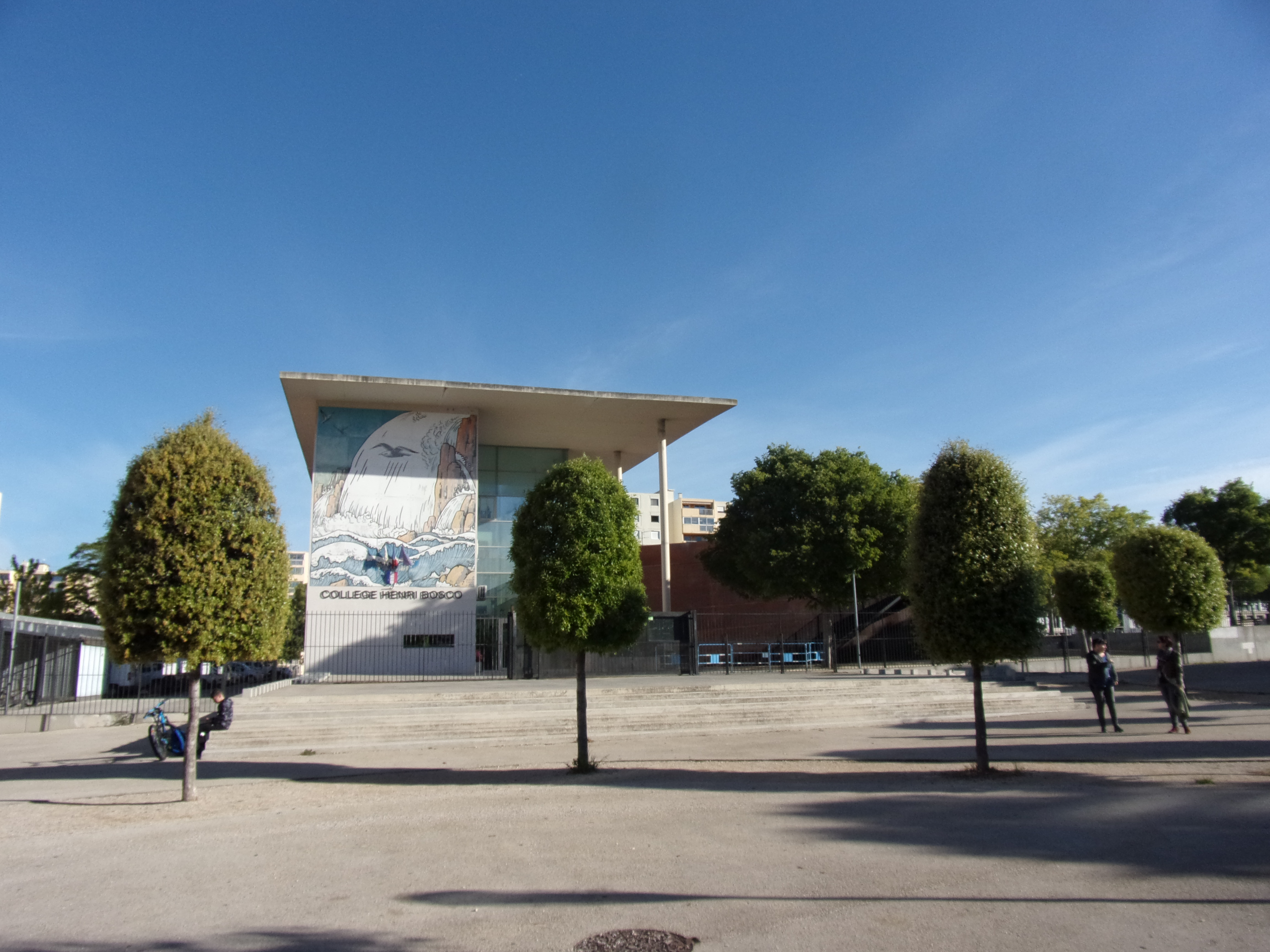
Collège Henri Bosco de Vitrolles.

- Collèges d'enseignement public : Le collège Simone de Beauvoir, le collège Henri Bosco, le collège Camille Claudel et le collège Henri Fabre.
- Lycées[46].

### Manifestations culturelles et festivités
Musiques
- Charlie Jazz Festival, domaine de Fontblanche, premier week-end de juillet,
- Vitrolles Sun Festival, domaine de Fontblanche, juillet,
- Dub Station Festival, domaine de Fontblanche, juillet,
- Les Nuits du Rocher, théâtre de verdure, juillet.

Cinéma
- Polar en Lumières[47],
- Vitrollywood

Autres manifestations
- Les Festines, plage des Marettes, juillet et août[48],
- La quinzaine du Patrimoine.
- Jardin sonore, domaine de fontblanche, 18,19 et 20 juillet http://jardinsonorefestival.com/

### Sports
L'Espoir Sportif Vitrolles est le club de football principal de la ville. Ses couleurs principales sont le rouge et le jaune, ce qui lui valut de la part de la presse le surnom de « sang et or ».
Le Vitrolles Sport Basket Ball est le club de basket de la ville. Il compte en 2010 un peu plus de 160 licenciés, 12 équipes (de poussins à seniors) engagées en championnat départemental ou régional, 13 entraineurs diplômés dont deux brevet d'État. La couleur des maillots est rouge et jaune. Son gymnase résident est le gymnase Carpentier.
Le Vitrolles Sport natation est le club de natation de la ville, il compte en 2011 316 licenciés, les activités de bébé-nageur, initiation natation, loisir adolescent et adultes, ainsi que compétition y sont dispensées. Le club de natation est présent sur tous les niveaux de la natation Française (de Départemental à National). Deux nageurs possèdent aujourd'hui deux records de France dans leur catégorie. En 2012, trois nageurs participeront aux Championnats du monde des Maitres à Riccione.

## Économie

### Zones d'activités

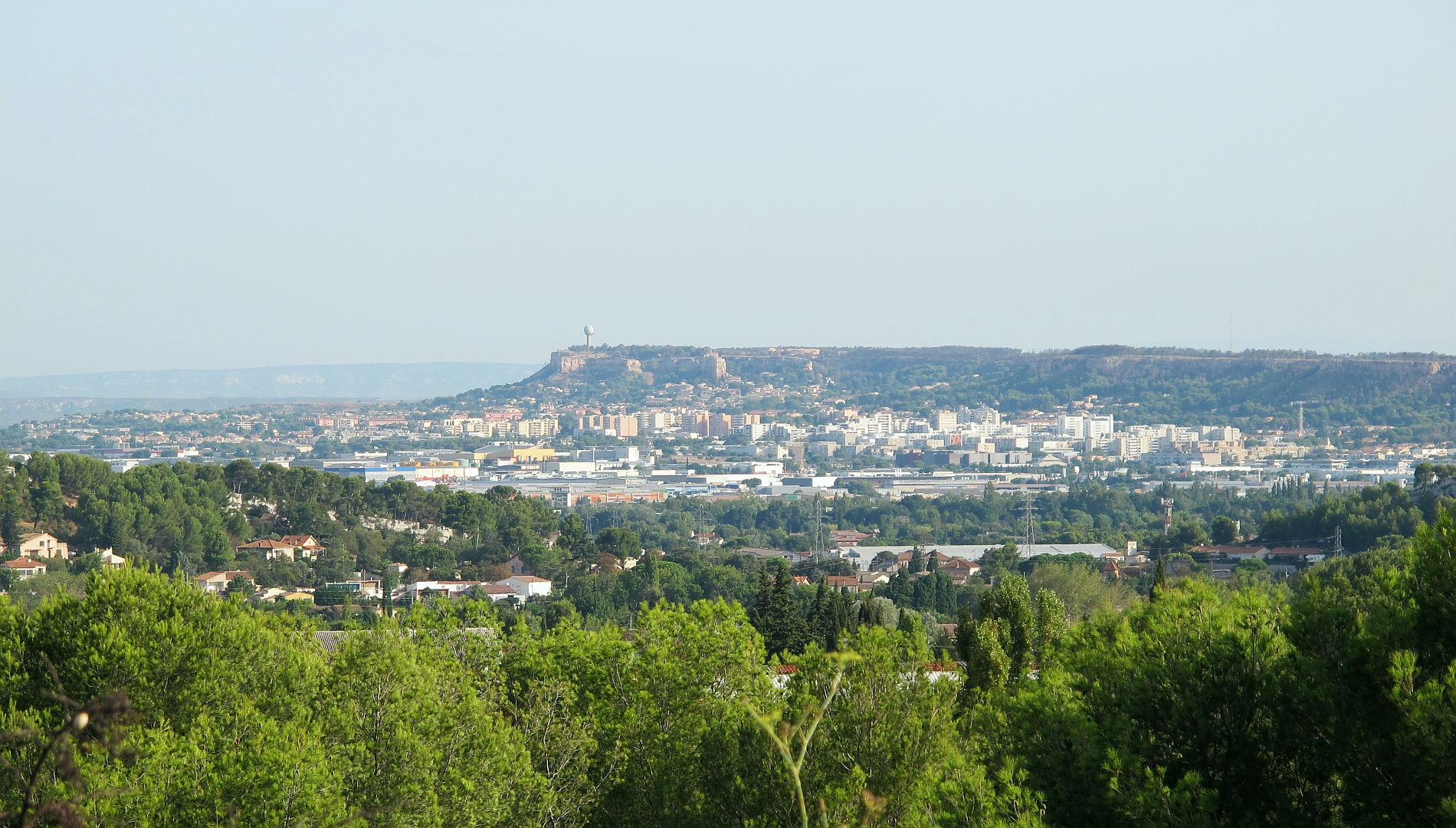
Vitrolles vue depuis Le Rove.

L'explosion démographique de Vitrolles depuis 1945 (et en particulier entre 1975 et 1990) est inséparable de l'implantation successive de deux zones d'activités en 1964 et en 1984 :
- la Zone industrielle (ZI) des Estroublans créée en 1963 : Parc d’activités à vocation généraliste ;
- la ZAC de l’Anjoly créée en 1985 : Parc à vocation transports/logistique et tertiaire.

Vitropole, association des parcs d’activités de Vitrolles, est une ASL (Association syndicale libre - loi du 21 juin 1865) regroupant les 2 sites (depuis 1999).
Au 1er janvier 2013, ce territoire économique représente 360 hectares regroupant plus de 687 entreprises et 12 681 emplois.

#### Grands secteurs d’activités de Vitropole
- Services : 47 % d’entreprises 49 % des emplois
- Commerce : 27 % d’entreprises 21 % des emplois
- L’Industrie : 26 % d’entreprises 30 % des emplois

#### Tailles des entreprises de Vitropole
- Plus de 100 personnes : 3 % d’entreprises, 30 % d’emplois
- De 50 à 100 personnes : 6 % d’entreprises, 19 % d’emplois
- De 10 à 50 personnes : 34 %  d’entreprises, 38 % d’emplois
- De 1 à 10 personnes : 57 % d’entreprises, 13 % d’emplois
- 91 % des entreprises sont des entreprises de moins de 50 personnes.

#### Historique
En 1961, la chambre de Commerce Marseille Provence cherche à créer des zones industrielles afin d’offrir des surfaces plus importantes aux entreprises phocéennes trop à l’étroit. C’est ainsi que le 15 juin 1964, est créée la première zone industrielle de France (260 ha divisés en 142 lots). La totalité des terrains de la zone des Estroublans est commercialisée en 1970. En 1984, le parc d’activités de l’Anjoly de 100 hectares commencera à voir le jour.
Le «  syndicat de la zone industrielle de Vitrolles », association foncière englobant toutes les propriétés dans un périmètre syndical défini, est créé le 20 février 1965. L’ « association des parcs d’activités de l’Anjoly », ayant la même vocation voit le jour le 12 octobre 1989. Vitropole, née de la fusion de ces deux premières associations en 1999 a pour objet la représentation des intérêts communs des propriétaires et des entreprises, la valorisation du site, la gestion et la promotion de services communs au bon fonctionnement de ce dernier.
Quelques chiffres concernant cette évolution :
- 1964 : 90 entreprises
- 1975 : 275 entreprises, 6 000 emplois
- 1984 : 326 entreprises, 8 219 emplois
- 1994 : 582 entreprises, 9 482 emplois
- 2001 : 577 entreprises, 10 129 emplois
- 2004 : 633 entreprises, 10 468 emplois
- 2010 : 687 entreprises, 12 670 emplois[50]

### Revenus de la population et fiscalité

#### Budget et fiscalité 2017
En 2017, le budget de la commune était constitué ainsi :
- total des produits de fonctionnement : 76 485 000 €, soit 2 206 € par habitant ;
- total des charges de fonctionnement : 75 690 000 €, soit 2 183 € par habitant ;
- total des ressources d'investissement : 22 671 000 €, soit 654 € par habitant ;
- total des emplois d'investissement : 23 134 000 €, soit 667 € par habitant ;
- endettement : 29 983 000 €, soit 865 € par habitant.

Avec les taux de fiscalité suivants :
- taxe d'habitation : 8,90 % ;
- taxe foncière sur les propriétés bâties : 37,67 % ;
- taxe foncière sur les propriétés non bâties : 88,75 % ;
- taxe additionnelle à la taxe foncière sur les propriétés non bâties : 0,00 % ;
- cotisation foncière des entreprises : 0,00 %.

Chiffres clés Revenus et pauvreté des ménages en 2015 : médiane en 2015 du revenu disponible, par unité de consommation : 19 854 €.

### Emploi
D'après l'INSEE :
« Bien que Vitrolles figure parmi les pôles d'emploi majeurs du département, les fragilités sociales y sont prégnantes. Si la grande pauvreté et les inégalités de revenus y sont moindres qu'en moyenne dans le département des Bouches-du-Rhône, plusieurs facteurs de fragilité y sont plus présents : les sources de revenus de la population sont peu diversifiées, provenant essentiellement de salaires, souvent plus faibles qu'ailleurs car plus souvent issus d'emplois faiblement qualifiés. En outre, moins diplômés, les jeunes Vitrollais sont plus vulnérables face au chômage. La précarité est forte dans les quartiers du centre de la commune soutenus au titre du Contrat urbain de cohésion sociale (Cucs), tandis que ceux du sud présentent une plus grande mixité de revenus. Ces quartiers sont cependant pourvoyeurs d'emplois et relativement bien dotés en équipements de proximité. Au-delà de ces difficultés, Vitrolles dispose d'atouts dont son pôle d'emploi, ses infrastructures et la jeunesse de sa population ».

## Culture et patrimoine

### Lieux et monuments

#### Monuments laïques

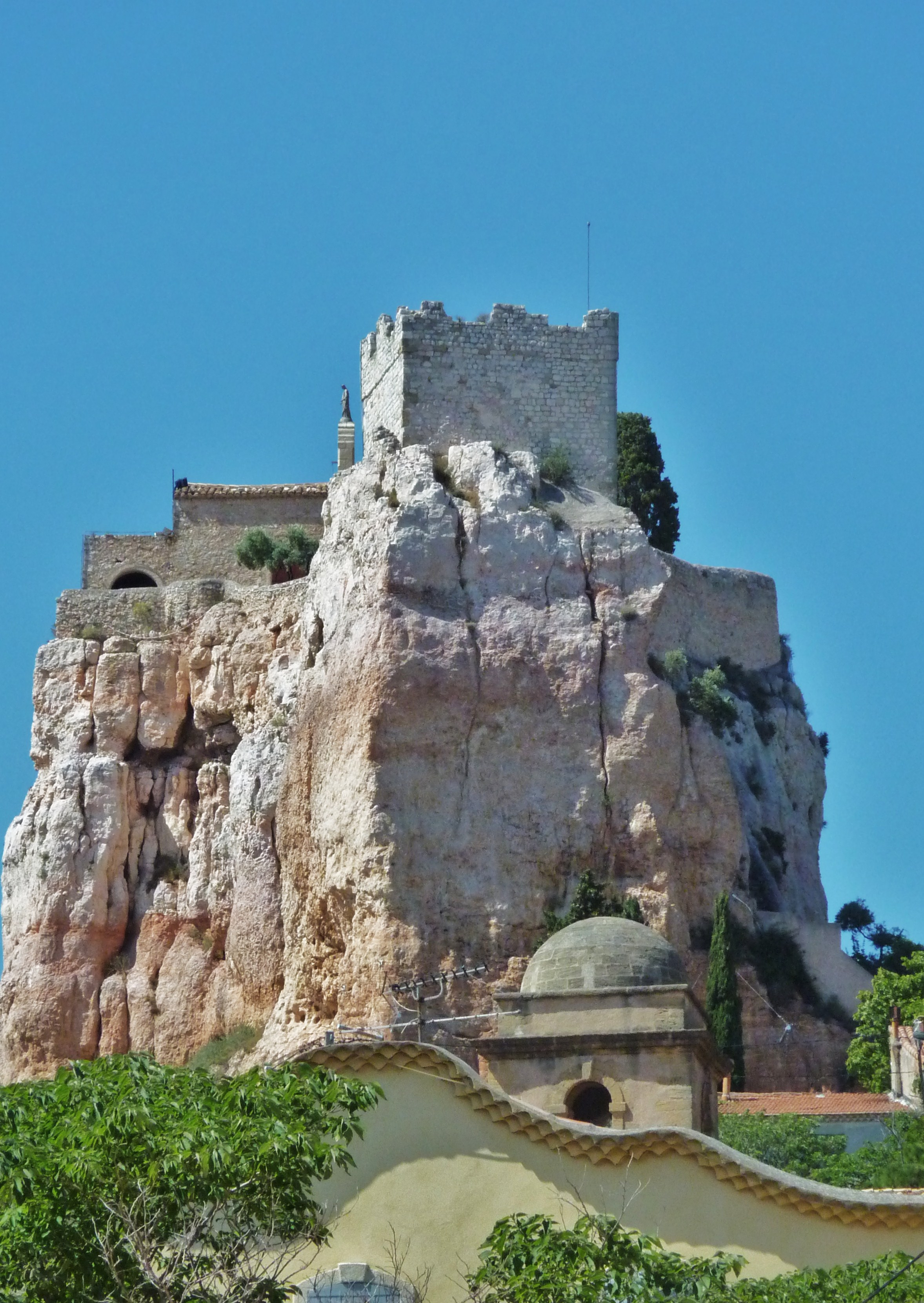
La tour sarrasine situé en haut du rocher de Vitrolles.

- Église du Bon-Pasteur de Vitrolles.
- Église Notre-Dame-de-Pentecôte de Vitrolles.
- Église Saint-Gérard-Tencque de Vitrolles.
- La tour sarrasine : cette tour est inscrite à l’inventaire des Monuments historiques[54].
Bien que la date de sa construction soit inconnue, il est permis de penser, au vu des murs en moellons de petit appareil, qu'elle date du XIe siècle et faisait partie d’une place fortifiée enveloppant le haut du Rocher. Elle servit de lieu de garnison jusqu’au XVIIe siècle, parfois même de prison momentanée jusque vers 1850. Elle est parfois dénommée « la forteresse » ou simplement « la voûte ». Jadis plus élevée, elle était pourvue sur son étage supérieur de minuscules ouvertures et de créneaux, visibles sur les armoiries vitrollaises.
- La porte Notre-Dame et le Portalet : au Moyen Âge, ces deux portes permettaient l'accès au village ceinturé de remparts. Au sud, la porte Notre-Dame abritait en 1668 l'annexe de l'hôpital, avant d'accueillir la mairie en 1883. Après ce passage la rue du Portalet se termine par la porte ouest ou Portalet. On peut apercevoir sur les façades des vestiges de l'époque médiévale.
- Bureaux de la SETEC International, édifice construit entre 1970 et 1976 pour l’Établissement public d'aménagement des rives de l'étang de Berre (EPAREB), selon les plans de Jean Prouvé et de l'ingénieur Léon Pétroff, labellisé « Patrimoine du XXe siècle » en 2012[55],[56]
- Pavillon tropical métallique (1951, dû à Ferdinand Fillod), transporté sur le site SETEC ci-dessus, labellisé « Patrimoine du XXe siècle »[57].

#### Monuments religieux
- La chapelle Notre-Dame-de-Vie : elle trône au sommet du rocher. Accessible par un escalier taillé dans la roche calcaire, cette modeste construction fût bâtie dès le début de la période romane, autour de l’an mil et traduit les influences des églises de Catalogne, elles-mêmes teintées d’inspiration arabe. L’édifice possède plusieurs originalités. Le plan est tréflé mais l’abside et les absidioles sont noyées dans un massif de maçonnerie et ne se perçoivent pas de l’extérieur. Par ailleurs, l’arc outrepassé de la porte primitive a été bouché mais est encore visible sur la façade. L’église présente une corniche, située à l’extérieur de l’abside et soutenue des côtés nord et sud par un corbeau représentant une tête imberbe, couronnée d’une coiffure conique comme celle des Persans. L’édifice a connu plusieurs modifications successives : premiers agrandissements vers 1636, création du clocher moderne en 1861, démolition de l’ermitage accolé côté ouest en 1898, etc. Cette chapelle abrite une statue ancienne en bois polychrome de la "Vierge à l'enfant"[58]. Le 14 août, la Vierge descend du rocher à l'occasion d'une procession, et est exposée temporairement à l'église Saint-Gérard de Tenque.
- L'église Saint-Gérard : la première église paroissiale Saint-Gérard (en l'honneur de frère Gérard fondateur des Hospitaliers de l'ordre de Saint-Jean de Jérusalem)[59] se trouvait au fond du vieux cimetière. La toiture prenant appui sur le flanc du rocher, il y avait inévitablement des chutes de pierres et des dégâts fréquents. Après maints atermoiements, en 1732, le conseil de la communauté décide de construire une nouvelle église hors des remparts, laquelle sera terminée en 1744. La coordination des travaux est alors confiée à un architecte d’Aix-en-Provence, Henry Vallon. Le nouvel édifice est conçu dans le style roman avec un clocher à coupole byzantine et offre un ornement soigné : trois nefs voûtées en pierre de taille, un chœur de forme hexagonale, deux travées, un maître-autel en bois doré attribué au sculpteur Pierre Puget, symbolisant l’ancien et le nouveau testament, deux bustes en bois plâtré (saint Pierre[60] et saint Gérard[61]) et plusieurs tableaux des XVIIe et XVIIIe siècles dont un, l’Assomption de la Vierge (1709)[62], signé Jean Claude Cundier. Ces derniers ont été restaurés en 2004 en même temps que l'église. Les cloches sont de 1765[63] et 1770[64].

### Personnalités liées à la commune
- Eugène François d'Arnauld (1774-1854), homme politique français, né à Vitrolles
- Pierre-Paul Emiot (1887-1975), peintre, mort à Vitrolles
- Bruno Mégret (1949-), homme politique français, époux de Catherine Mégret
- Catherine Mégret (1958-), femme politique française, maire de Vitrolles de 1997 à 2002
- Toko Blaze (1973-) : Urban Griot de la scène Reggae
- Farid Boulaya (1993-), footballeur international algérien, né à Vitrolles

### Héraldique
| Armes de Vitrolles | Les armes peuvent se blasonner ainsi : D'or à une tour de gueules sur une terrasse du même. |